# Harmen Liemburg
Harmen Liemburg (Lisse, 1966) is een Nederlandse grafisch ontwerper en zeefdrukker. Hij ontwerpt onder meer affiches, grafische identiteiten, publicaties en albumhoezen. Ook zijn zijn ontwerpen meermaals geïntegreerd in architectuur.

## Opleiding en carrière
Liemburg studeerde van 1985 tot 1992 sociale geografie en cartografie aan de Universiteit Utrecht. Cartografisch materiaal, het plakken van gezeefdrukte affiches voor poppodium Tivoli, een bijbaan bij grafisch ontwerpbureau Dietwee en belangstelling voor vormgeving voor muziekbands wakkerden zijn interesse in grafisch ontwerp en zeefdruk aan. Dit deed hem besluiten om in 1994 te beginnen aan de deeltijdopleiding grafisch ontwerpen aan de Gerrit Rietveld Academie. Sinds zijn afstuderen in 1998 werkt Liemburg als zelfstandig grafisch ontwerper. Tot en met 2002 werkte hij met Richard Niessen onder de naam Golden Masters. Samen organiseerden ze onder andere een serie evenementen in Amsterdam, getiteld Jack (plug of stekker), waarbij ze zochten naar verbindingen tussen kunstenaars en ontwerpers uit verschillende disciplines.

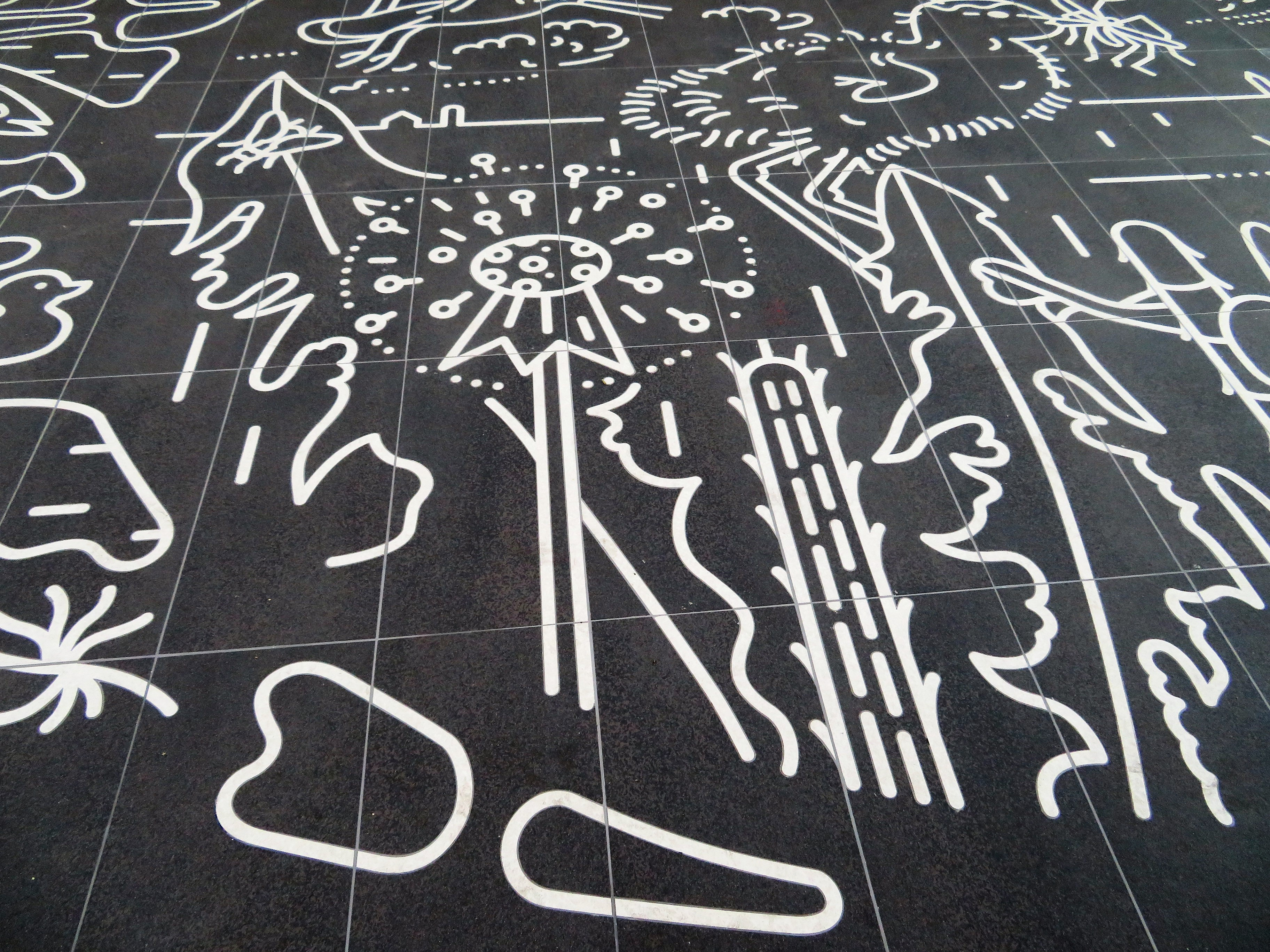
Metrostation Noord in Amsterdam

Liemburg maakt autonoom werk, bijvoorbeeld voor solo-tentoonstellingen, en ontwerpt daarnaast in opdracht. Voorbeelden van zijn opdrachtgevers zijn Het Koninklijk Paleis Amsterdam, de Gemeente Amsterdam, de Gemeente Utrecht, de Rijksgebouwendienst en PostNL. Liemburgs ontwerpen zijn meermaals geïntegreerd in architectuur, zoals het Belastingdienstkantoor in Apeldoorn, zwembad Fletiomare in Utrecht en metrostation Noord van de Amsterdamse Noord/Zuidlijn. Liemburgs ontwerp voor metrostation Noord bestaat uit een lijntekening van natuurtaferelen met vogels uit de omgeving van Amsterdam, ingelegd in de tegels van de perronvloer.
Van 2010 tot 2015 werkte Liemburg als beheerder van de zeefdrukwerkplaats van de Gerrit Rietveld Academie. Hij geeft regelmatig lezingen en workshops in Nederland en daarbuiten, met name in Canada en de Verenigde Staten. Van 2004 tot 2012 schreef Liemburg artikelen over grafische vormgeving en beeldcultuur voor het tijdschrift Items.

## Stijl en werkwijze
Liemburg verzamelt voor zijn ontwerpen beeldmateriaal dat hij online vindt of offline fotografeert. Dit materiaal, voornamelijk (historische) illustraties en alledaagse verkeersborden, logo's en verpakkingen, zet hij om in vectortekeningen en voegt hij samen met behulp van de collagetechniek. Het vervlechten van positieve en negatieve vormen speelt hierbij een belangrijke rol. De verschillende, op elkaar gestapelde elementen versmelten met elkaar en krijgen een nieuwe betekenis in de context van Liemburgs ontwerp.
Liemburg zeefdrukt zijn werk meestal zelf, waarbij hij dekkende en transparante inkten over elkaar drukt. Tijdens de voorbereiding houdt hij rekening met de kleurscheiding (de verdeling van het totaalbeeld over de verschillende drukkleuren), zodat hij gebruik kan maken van overdruk (het drukken van verschillende transparante inkten over elkaar, waarbij nieuwe kleuren ontstaan) en hij zijn werk in enkele drukgangen kan maken.
Zelf zegt Liemburg over zijn werk: "Ik probeer krachtig, kleurrijk werk te maken waarin intuïtie en gevoel een rol spelen, en dat zich niet in één oogopslag laat ontrafelen. Hoewel alle onderdelen met een bedoeling zijn gekozen en geplaatst, is het aan de kijker om er z’n eigen verhaal van te maken.”

## Persoonlijk leven
Liemburg woont en werkt in Arnhem.

## Werk in openbare collecties (selectie)
- Stedelijk Museum, Amsterdam
- Les Arts Décoratifs, Parijs
- Museum für Gestaltung, Zürich

## Solo-tentoonstellingen (selectie)
- 2009 - 2012 – Ultralight, een reizende tentoonstelling in Europa en de VS
- 2007 – Crispy Cloud Kombini, SieboldHuis, Leiden
- 2005 – KiKiRiKi Tous les Soirs, 16e Festival international de l’affiche et du graphisme, Chaumont

## Prijzen (selectie)
- 2013 – 23e Festival international de l’affiche et du graphisme, Chaumont, tweede prijs
- 2010 – 9th Moscow Global Biennale of Graphic Design Golden Bee, Moskou, eerste prijs
- 2010 – 4th Hong Kong International Poster Triennial, Hong Kong, derde prijs
- 2006 – 17e Festival international de l’affiche et du graphisme, Chaumont, tweede prijs